# Alphonsea zeylanica
Alphonsea zeylanica Hook.f. & Thomson – gatunek rośliny z rodziny flaszowcowatych (Annonaceae Juss.). Występuje naturalnie na Sri Lance oraz w Indiach (w stanie Tamilnadu). 

## Morfologia
PokrójZimozielone drzewo. Młode pędy są owłosione.
LiścieMają lancetowaty kształt. Mierzą 5,5–8,5 cm długości oraz 1,5–2,5 cm szerokości. Nasada liścia jest ostrokątna. Wierzchołek jest długo spiczasty. Ogonek liściowy jest nagi i dorasta do 4–5 mm długości.
KwiatySą zebrane w pęczkach. Rozwijają się w kątach pędów i naprzeciwlegle do liści. Działki kielicha są zrośnięte i omszone. Płatki mają zielonożółtawą barwę. Osiągają do 7 mm długości. Kwiaty mają 5–6 owłosionych słupków o podłużnym kształcie i dorastających do 1 mm długości.
OwoceZłożone. Są owłosione. Mają prawie kulisty kształt. Osiągają 10 mm długości.